# Benapole
Benapole est une ville du Bangladesh dans le district de Jessore, dans l'upazila de Sharsha, proche de la frontière avec l'Inde.
C'est un point de passage important vers l'Inde, en passant par la ville de Petrapole. Environ 150 000 camions passent la frontière entre Benapole et Petrapole chaque année.